# Sokratovská metoda
Sokratovská metoda je výchovný a vzdělávací postup, při němž se učitel snaží své studenty otázkami přivést k novému poznání. Odvolává se na antického filosofa Sókrata, který v některých svých dialozích říká, že poznání je vlastně rozpomínání a svoji úlohu při tom přirovnává k činnosti porodní báby. Užívá se jak na vysokých školách, tak také v profesním a firemním tréninku kritického myšlení a logické argumentace. Za hlavní přednost metody je považována forma zapojení studentů / účastníků do procesu poznávání a zvýšená motivace přijít věci „na kloub“ oproti pouhému výkladu učitele.

## Sókratovy dialogy

Modrý čtverec má dvojnásobnou plochu než původní žlutý

V řadě raných dialogů hovoří Sókratés s lidmi, kteří jsou pevně přesvědčeni, že jsou odborníci a že něco spolehlivě vědí. Sókratés svými otázkami nejprve zpochybní jejich domnělé vědění a v některých případech je pak dovede k hlubšímu, pravdivějšímu porozumění a náhledu. Příkladem mohou být Platónovy dialogy Euthydémos, Ion a zejména Menón.
V tomto dialogu pozve Menón k rozhovoru prvního otroka, který jde kolem a u něhož je jisté, že o geometrii nic neslyšel. Sókratés mu předloží obtížnou úlohu: ke čtverci o straně dvě stopy má zkonstruovat čtverec s dvojnásobnou plochou. Otrok nejprve myslí, že to bude čtverec s dvojnásobně dlouhou stranou, ale když jej zkonstruuje, zjistí že plocha je čtyřnásobná. Sókratés ho pak otázkami dovede k tomu, aby čtyři části čtverce úhlopříčkami rozpůlil, takže vznikne skutečně čtverec o dvojnásobné ploše, vůči původnímu postavený na roh. Sókratés v tom vidí zřejmé potvrzení své domněnky, že se otrok „rozpomenul“ na to, co jeho nesmrtelná duše už věděla.
| „                         | Protože totiž je celá příroda stejnorodá a duše poznala všechny věci, stačí, když si člověk vzpomene toliko na jednu – což lidé nazývají učením – aby všechny ostatní nalezl sám, je-li statečný a neúnavný v hledání; neboť hledání a poznávání je vůbec vzpomínání. | “ |
| — Platón, Menón. II. 81d. | |   |

V jiných dialozích, kde se nejedná o geometrii, není Sókratova argumentace tak přesvědčivá a moderní čtenář má dojem, že nutí své partnery volit mezi dvěma alternativami, i když je ve skutečnosti více možností, kdy se alternativy nevylučují a podobně.[zdroj?]

## Moderní sokratovské rozhovory

### Historie[2]
Základy moderní metody
sokratovského rozhovoru položil göttingenský profesor filosofie Leonard Nelson
(1882-1927) ve 20. letech 20. století. Spolu s Minnou Specht založil školu ve Walkenmühle u
města Melsungen v Hesensku, kde byli v duchu této metody vyučováni žáci ve věku
12-20 let a to především v oblasti politického vzdělání.
Mezi Nelsonovi žáky a
spolupracovníky patřil také vystudovaný fyzik a matematik Gustav Heckmann
(1898-1996), který se rozhodl věnovat oproti očekávané profesi technické
dráze pedagogické a začal vyučovat na Walkenmühle, kde věnoval rozvíjení metody a její
výuce podstatnou část svého života.
 Škola ve Walkenmühle byla uzavřena v roce 1933
a Heckmann spolu s Minnou Specht imigrovali do Dánska a posléze do Anglie. Díky
tomu se sokratovský rozhovor uchytil také v těchto zemích.
Po válce ztratila sokratovská
metoda svůj silně politicky zaměřený charakter, který prosazoval Nelson. Když byla Philosophish-Politische Akademie
(PPA) obnovena, nebylo tomu již ve spojitosti z žádnou politickou stranou. Heckman
působil po svém návratu do vlasti od roku 1946 jako pedagog v Hannoveru,
reformoval tradici sokratovských
rozhovorů a v 60. letech spolu s Ernou Benckle a svou ženou Charlotte Heckmann
obnovili sokratovské semináře. Ty se tentokrát konaly především na zámku Schwöbber u Hameln, kde
byli v praxi této metody vzdělávání další lektoři.
Dnes se
lektoři sdružují v organizaci Gesellschaft
für Sokratisches Philosophieren, pořádají
odborná symposia a podporují vydávání sokratovské literatury. GSP má sídlo v
Hannoveru a úzce spolupracuje s PPA, která sídlí v Bonnu. Tato organizace
podporuje tradici kritického myšlení vázanou na filosofy Kanta, Friese a
Nelsona.
Na mezinárodní
úrovni spolupracuje PPA také s anglickou  "The
Society for the Furtherance of the Critical Philosophy" (SFCP) a společně pořádají
mezinárodní konference.
Sokratovský
rozhovor není v současné době spojován jen s filosofií, účastní se jej také
například pedagogové, lidé, jejichž profese vyžaduje týmovou práci,
psychologové atd. Proto lze zmínit také například německou organizaci Pro Argumentis, která se věnuje uplatnění sokratovských principů a filosofického
přístupu v současném managementu a řízení firem.

## Sokratici v Čechách
Sokratovské rozhovory mají v České republice dle školy Nelson/Heckmann tradici zhruba od konce 90. let 20. století. Zatímco občanské sdružení Sokratovské rozhovory vzniklo v říjnu 2009, od roku 1998 pořádá Fakulta humanitních studií UK spolu s německou lektorskou organizací GSP pravidelné třídenní semináře pro studenty v češtině, angličtině a němčině. Tato spolupráce s německou stranou se během let prohloubila a sdružení se nyní podílí na organizaci vícedenních seminářů několikrát ročně v Čechách i Německu. 